# Murphys
Murphys est une census-designated place située dans le comté de Calaveras dans l'État de Californie, aux États-Unis.
Elle est enregistrée comme le California Historical Landmark no 275.

## Démographie
| 2000  | 2010  | - | - | - | - |
| ----- | ----- | - | - | - | - |
| 2 061 | 2 213 | - | - | - | - |